# Mitroplatia mouschi
Mitroplatia mouschi är en tvåvingeart som först beskrevs av Zielke 1971.  Mitroplatia mouschi ingår i släktet Mitroplatia och familjen husflugor. Inga underarter finns listade i Catalogue of Life.